# Chromalizus rugosus
Chromalizus rugosus là một loài bọ cánh cứng trong họ Cerambycidae.